# Ahti Karjalainen
Ahti Kalle Samuli Karjalainen (10. únor 1923 Hirvensalmi – 7. září 1990 Helsinky) byl finský ekonom a politik, představitel strany Finský střed (agrárníci). Vystudoval politologii na Helsinské univerzitě, absolvoval roku 1958. Začínal jako tajemník Urho Kekkonena. V letech 1962–1963 a znovu 1970–1971 byl premiérem Finska, ve třech obdobích byl místopředsedou vlády (1964–1966, 1972–1975, 1976–1977), dvakrát ministrem financí (1957, 1957–1958), v letech 1959–1961 ministrem průmyslu a obchodu a dokonce v šesti kabinetech byl ministrem zahraničních věcí (1959–1961, 1961–1962, 1964–1966, 1966–1968, 1968–1970, 1972–1975). K jeho nejdůležitějším rozhodnutím v úřadě patřilo připojení se k Evropskému sdružení volného obchodu v roce 1961. V letech 1982–1983 byl guvernérem finské centrální banky, v níž působil na různých funkcích už od 50. let. Z banky musel odejít kvůli problémům s alkoholem. Jimi proslul již v době politické kariéry a stal se díky nim předmětem mnoha vtipů.